# Сенчилло, Сергей Яковлевич
Сергей Яковлевич Сенчилло (20 августа 1904, Брест-Литовск — 16 июня 1973, Саратов) — советский военачальник, генерал-майор (20.12.1942).

## Биография
Родился 20 августа 1904 года в городе Брест-Литовск, ныне город Брест Республика Беларусь. Белорус. До призыва в армию работал в г. Сосница Черниговской губернии агентом уездного издательства, затем техническим секретарем отдела по работе на селе в Сосницком уездном парткомитете. 20 марта 1920 г. поступил на военную службу и был назначен сотрудником для поручений 2-го военно-трудового участка Украинской трудовой армии, в сентябре 1921 г. переведен секретарем военкома артиллерийского огневого склада Западного фронта в г. Орша. Член ВКП(б) с 1922 года.

## Военная служба

### Межвоенное время
В августе 1922 г. Сенчилло командирован на 21-е Минские кавалерийские курсы, затем был переведен в Объединенную военную школу им. ВЦИК в Москве. В октябре 1924 г. окончил последнюю и был назначен в 27-й Быкадоровский кавалерийский полк 5-й Ставропольской кавалерийской дивизии им. М. Ф. Блинова СКВО, где проходил службу командиром взвода и эскадрона. В 1925—1926 гг. полк принимал участие в борьбе с бандитизмом в Чечне и Дагестане. В марте 1930 г. Сенчилло переведен адъютантом 64-го отдельного кавалерийского дивизиона войск ОГПУ в г. Петропавловск Казахской ССР. В феврале 1932 г. назначен пом. начальника штаба 15-го кавалерийского полка войск НКВД в г. Казалинск. С мая 1936 по май 1939 г. слушатель Военной академии РККА им. М. В. Фрунзе. После окончания обучения назначен врид начальника 2-го отдела штаба погранвойск НКВД Туркменского округа в г. Ашхабад.

### Великая Отечественная война
С началом Великой Отечественной войны полковник Сенчилло убыл в Москву в Главное управление погранвойск и был назначен начальником штаба 243-й стрелковой дивизии, формировавшейся в г. Ярославль. В конце июня — начале июля дивизия убыла в район г. Торопец, где вошла в состав 29-й армии. В конце июля ее части вели наступательные бои в этом районе, однако ввиду неуспеха соседней 22-й армии вынуждены были отойти к р. Зап. Двина и перейти к обороне. Затем дивизия была переброшена под г. Белый и вела бои за этот город, в составе армии под ударами превосходящих сил противника отходила на Ржев. В ходе Вяземской оборонительной операции 5 октября на ее базе в составе Западного фронта была сформирована оперативная группа войск под командованием генерал-майора В.	С. Поленова, которая на автомашинах была переброшена в район Сычевки и вела успешные бои с передовыми отрядами 3-й немецкой танковой группы, наступавшими на Ржев и Волоколамск. В течение 3 суток части группы сдерживали наступление противника юго-западнее Сычевки. С 16 по 24 ноября дивизия находилась в резерве Калининского фронта, затем в составе 31-й и 29-й армий принимала участие в Калининских оборонительной и наступательной операциях, в освобождении г. Калинин. 20 декабря полковник Сенчилло был допущен к командованию 174-й стрелковой дивизии. С 22 января 1942 г. дивизия вошла в состав 30-й армии и вела наступательные бои по расширению плацдарма на правом берегу р. Волга. За невыполнение приказа командующего армией по овладению дер. Ножкино и Кокошкино Сенчилло был отстранен от должности с преданием суду военного трибунала. Приговором военного трибунала 30-й армии от 6.2.1942 осужден по ст. 193.2, п. "д " УК РСФСР на 8 лет ИТЛ с отсрочкой исполнения приговора и направлением на фронт.
После вынесения приговора был назначен командиром 1241-го стрелкового полка 375-й стрелковой дивизии. С 23 марта переведен командиром 1209-го стрелкового полка 22-й гвардейской стрелковой дивизии. В апреле Сенчилло был допущен к командованию 362-й стрелковой дивизией, части которой в составе 22-й армии вели бои против ржевско-сычевской группировки противника. 2 октября он был откомандирован в распоряжение НКВД и 14 октября назначен командиром Среднеазиатской стрелковой дивизии в составе Отдельной армии НКВД, формировавшейся городах Ташкент и Златоуст. В середине февраля 1943 г. она была переименована в 162-ю стрелковую и убыла на Центральный фронт, где вошла в состав 70-й армии. Дивизия вела бои на севском направлении, в результате которых был образован северный фас Курского выступа. В начале июля ее части участвовали в Курской битве. С 13 августа дивизия вошла в 65-ю армию и в ее составе успешно действовала в Черниговско-Припятской наступательной операции. За бои по освобождению г. Новгород-Северский ей было присвоено наименование «Новгород-Северская» (16.9.1943). 21 октября генерал-майор Сенчилло был зачислен в распоряжение Военного совета Белорусского фронта, а с 16 ноября допущен к командованию 102-й стрелковой Дальневосточной Новгород-Северской Краснознаменной дивизией. Ее части в составе 48-й армии вели бои на р. Березина. В конце января 1944 г. Сенчилло назначается зам. командира 25-го стрелкового корпуса. Летом участвовал с ним в Люблин Брестской наступательной операции. С июля 1944 г. исполнял должность начальника гарнизона г. Хелм, а с сентября и до конца войны был начальником гарнизона и комендантом г. Люблин.

### Послевоенное время
С 17 мая 1945 г. генерал-майор Сенчилло занимал должность начальника группы по контролю за работой военных комендатур Военной миссии СССР в Польше. В сентябре — октябре состоял в распоряжении ГУК, затем был назначен зам. командира 19-го стрелкового корпуса Тбилисского ВО. С февраля 1947 г. исполнял должность начальника военной кафедры Ташкентского сельскохозяйственного института. С февраля 1950 по апрель 1951 г. проходил переподготовку на курсах усовершенствования командиров стрелковых дивизий при Военной академии им. М. В. Фрунзе, затем был назначен зам. командира 14-го гвардейского стрелкового корпуса КВО. В апреле 1952 г. переведен на ту же должность в 137-й стрелковый корпус ДВО в г. Петропавловск-Камчатский. С июня 1956 г. — зам. командира 40-го стрелкового корпуса в ПриВО. 27 декабря 1958 г. уволен в отставку.

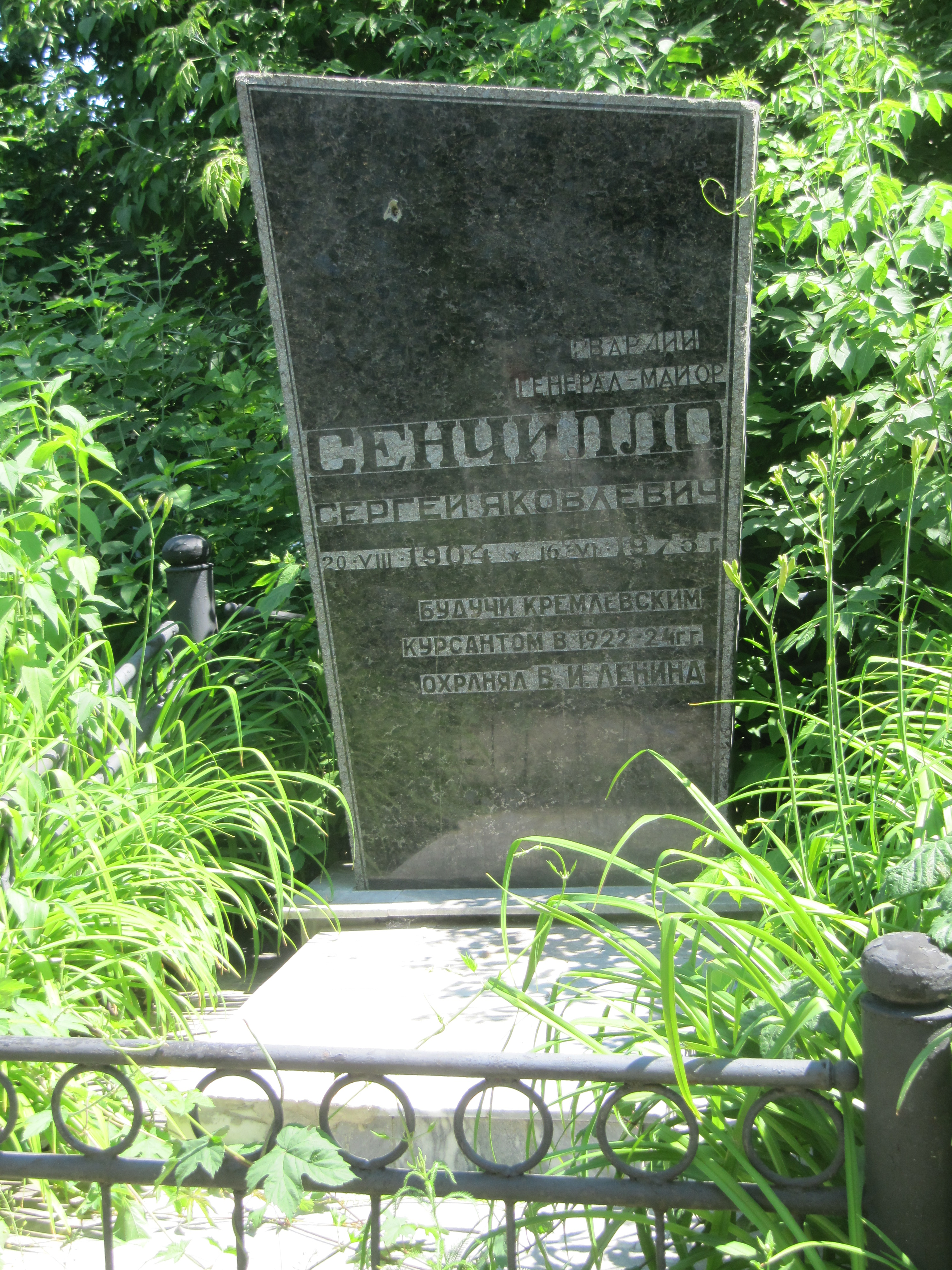
Памятник на Воскресенском кладбище

Скончался 16 июня 1973 года, похоронен на Воскресенском кладбище Саратова (на центральной аллее).

## Награды
- орден Ленина (06.11.1945)
- три ордена Красного Знамени (09.07.1943, 03.11.1944, 15.11.1950)
- орден Суворова II степени (16.09.1943)
- два ордена Кутузова II степени (23.08.1944, 09.08.1945)
  - медали в том числе:
  - «XX лет Рабоче-Крестьянской Красной Армии»
  - «За оборону Москвы»
  - «За победу над Германией в Великой Отечественной войне 1941—1945 гг.» (1945)
  - «За взятие Берлина» (1945)
  - «За освобождение Варшавы» (1945)